# Здесь был Вова
«Здесь был Вова» — акция, проведённая художниками Натальей Дурицкой и Сергеем Сапожниковым 10 января 2010 года в Ростове-на-Дону в мужском отделении знаменитого общественного туалета на Газетном.

## Об акции
Сыграв на абсурдном контрасте высокого (музейные таблички) и низкого (граффити «Здесь был…»), Наталья Дурицкая и Сергей Сапожников напомнили посетителям общественного туалета о многих выдающихся обитателях этого подвала — Мартиросе Сарьяне, Евгении Шварце, Рюрике Роке, Авдее Тер-Оганьяне, Николае Константинове, Валерии Кошлякове, Сергее Тимофееве, Леониде Стуканове, Александре Кислякове, Василии Слепченко, Мирославе Немирове.
В мае 2010 года в галерее «Вата» была проведена выставка-документация «Здесь был Вова» в рамках перпендикулярной программы Первой Южно-российской биеннале современного искусства (проект «Концептуализм: здесь и там»).
Фрагменты видеодокументации акции «Здесь был Вова» были включены в документальный фильм «O, Sortie!», снятый в 2010 году режиссёром Руфатом Гасановым.

## Из каталога выставки-документации

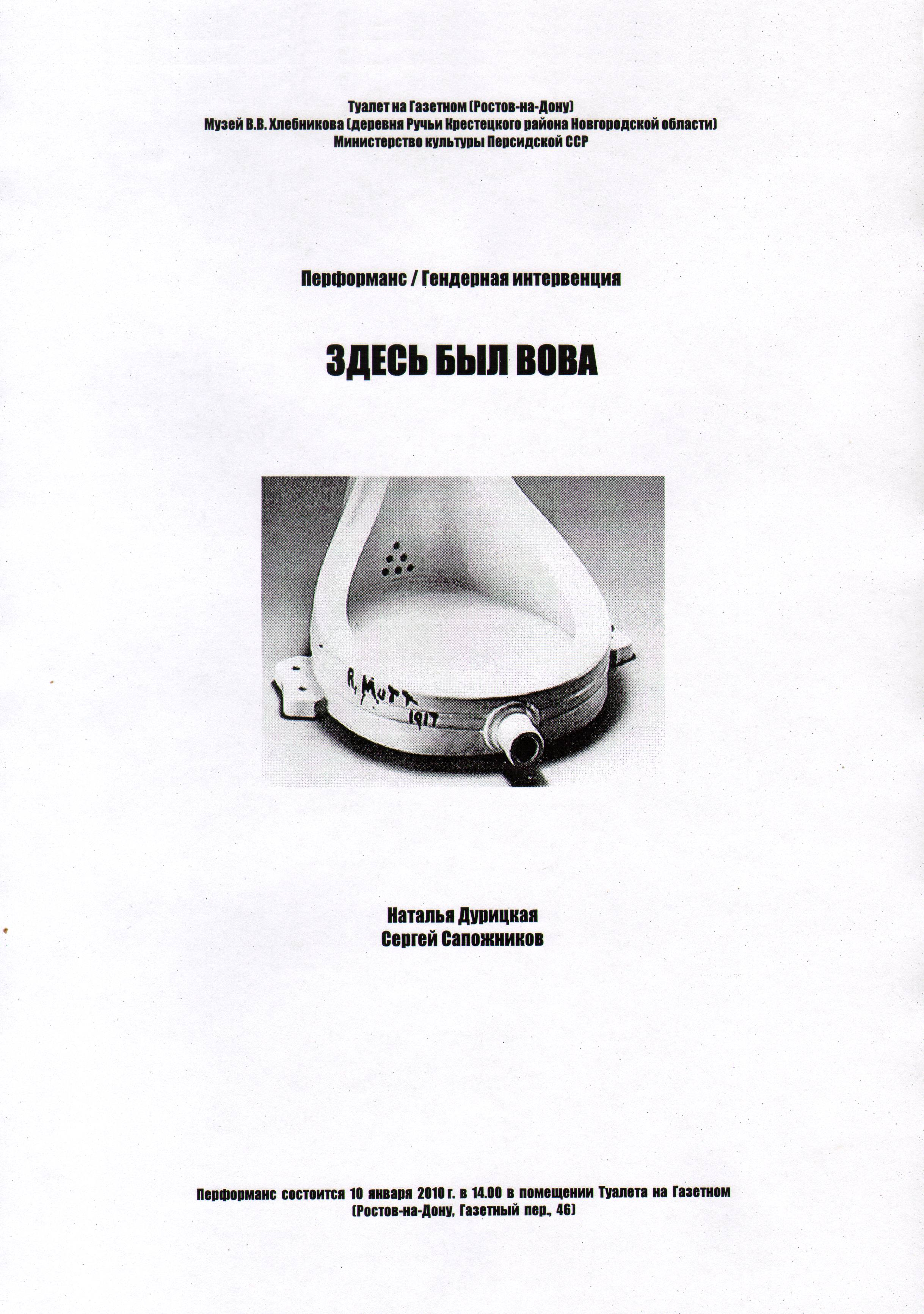
Листовка акции «Здесь был Вова», 2010 г.

Все унитазы впадают в Мировой океан. Поэтому 10 января 2010 года в 11 часов по Гринвичу переодетая в мужское платье художница Наталья Ивановна Дурицкая спустилась по крутой замызганной лестнице в мужское отделение туалета на Газетном. Достав из китайского пуховика китайский маркер, художница Дурицкая крупными кривыми кириллическими иероглифами вывела по воняющему хлоркой кафелю гордое заявление «Здесь был Вова». 

Оказавшийся по неслучайному стечению обстоятельств рядом художник Сергей Анатольевич Сапожников аккуратно приклеил к стене около этой надписи музейную табличку — «Велимир Хлебников (Виктор Владимирович Хлебников; 1885—1922) — русский поэт и прозаик Серебряного века, видный деятель русского авангардного искусства. Входил в число основоположников русского футуризма; реформатор поэтического языка, экспериментатор в области словотворчества и „зауми“. // Выступил 15 августа 1920 года в этом подвале (на тот момент здесь было расположено кафе „Подвал поэтов“, богемное заведение с миниатюрной сценой, облюбованное местными поэтами-ничевоками) с чтением своих стихов. В том же году ростовский театр „Театральная мастерская“ поставил здесь пьесу Хлебникова „Ошибка смерти“, на репетициях которой присутствовал автор. Это был первый театральный опыт Велемира Хлебникова». 

Затем художник Сапожников расклеил по стенам аналогичные таблички, посвящённые бывавшим в этом подвале Мартиросу Сарьяну, Евгению Шварцу, Рюрику Року, Марселю Дюшану, Авдею Тер-Оганьяну, Николаю Константинову, Валерию Кошлякову, Сергею Тимофееву, Леониду Стуканову, Александру Кислякову, Василию Слепченко, Мирославу Немирову. У каждой из перечисленных табличек художница Дурицкая всё теми же кириллическими иероглифами констатировала: «Здесь был Марик», «Здесь был Жека», «Здесь был Рюка», «Здесь был Марс» и т. д., по списку. 

По завершении акции члены группы «Мир» направились в галерею «Вата».

## Фильмография
- 2010 — «O, Sortie!», док. фильм. Режиссёр Руфат Гасанов. Студия ВГИК[13][19][20][21].

## Цитаты
- Трудно представить более выразительный символ упадка городской культуры, нежели «Подвал поэтов», превращённый в нужник. И ведь совершенно непонятно, что с этим теперь городу делать. Превращать в музей? В выставочную площадку? Бред! Туалет в центре города есть элемент культуры, не менее важный, нежели музей или выставочный зал. Совмещать музей с сортиром в одном функциональном пространстве? Идея сильная, но психологически город к подобному радикализму явно не готов и в ближайшие годы вряд ли подготовится. Зато готовы художники. Наталья Дурицкая и Сергей Сапожников уже доказали это, проведя в туалете перформанс „Здесь был Вова“. Сам город же… Городу остаётся только культивировать данный миф, удобряя/унавоживая эту почву»[20] — И. Смирнов, 2010.
- «Последняя попытка вернуть помещение <Туалет на Газетном> к былой культурной жизни была предпринята в 2010 году художниками Натальей Дурицкой и Сергеем Сапожниковым, которые провели акцию «Здесь был Вова» и напомнили посетителям общественного туалета о многих выдающихся гостях этого подвала»[22] — Дарья Владимирова, 2015.
- «Такой жест обозначил преемственность нескольких поколений художников, сыграв на соседстве высокой и низкой культур. Это была попытка взглянуть на туалет как на гений места, который на протяжении прошлого века притягивал к себе творческую богему»[13] — Александр Извеков, 2020.